# Brasilanus flagellaris
Brasilanus flagellaris är en insektsart som beskrevs av Rauno E. Linnavuori 1959. Brasilanus flagellaris ingår i släktet Brasilanus och familjen dvärgstritar. Inga underarter finns listade i Catalogue of Life.